# Puerto amor (serie de televisión)

Puerto Amor fue una serie colombiana realizada por Colombiana de Televisión con la unidad móvil de Pronteve, con la producción técnica de Gustavo Amézquita en 1990.

## Sinopsis
“Puerto amor” fue producida para la televisión Colombiana y se emitía todos los viernes a las 20:30 horas en capítulos de una hora, contaba la historia de Apolonio, un hombre alegre y jocoso, que intenta realizar su amor verdadero por Camila, pero debe enfrentar una muralla de prejuicios y viejas costumbres propias de los pueblos y haciendas de los Andes Colombianos, con la ayuda de Filiberto logrará dicho cometido. Un relato que fue escrito para TV por Ivan Zuluaga Gómez, bajo la supervisión de Carlos Duplat.

## Elenco
- Yuri Perez Apolonio
- Pilar Cárdenas Camila
- Sonia Arrubla
- Andrés Felipe Martínez
- Helios Hernández
- Maguso
- Diego Vélez como Saulo De Castro
- Leonor Arango
- Consuelo Moure (Abuela de Apolonio)
- Mónica Gómez como la Madre de Apolonio
- Astrid Junguito
- Jairo Gilberto Soto Junca
- María Eugenia Arboleda
- Talú Quintero
- Orlando Valenzuela Ricardo
- María Auxilio Vélez
- María Cristina Gálvez
- Saskia Loochkartt
- Juan Carlos Vargas
- Fabio Salgado (Compositor del cabezote de la serie)